# Projektionstheorie
Die Projektionstheorie ist eine atheistische Erklärung über den Sinn von Religion und Gott.

## Ludwig Feuerbach
Nach Ludwig Feuerbach (1804–1872) ist Gott die Summe aller Wünsche nach Unsterblichkeit, Vollkommenheit, Glückseligkeit, Gleichberechtigung eines Menschen, der diese aber nicht als eigene Wünsche erkenne, sondern diese auf eine Gottheit projiziere. Der Mensch werde dabei mit der Betonung von Eigenschaften wie endlich, sündhaft, unvollkommen und ohnmächtig als negatives Extrem dargestellt. Als Kontrast stelle sich dieser Mensch seine Gottheit versehen mit den Eigenschaften seiner Wünsche vor, so wie er selbst zu sein wünsche: unendlich, ewig, vollkommen, mächtig und vor allem heilig.
Diese Gottheit werde benutzt, um den Mitmenschen eine Macht überzuordnen, mit der Autorität, Gesetze zu erlassen, die von allen Mitgliedern der Gesellschaft beachtet würden. Damit sichere sich jeder Mensch seinen Schutz vor Übergriffen seiner Mitmenschen auf sein Naturrecht. Zugleich aber verliere er den Teil seiner Wünsche als Teil seiner selbst, daher seien Religion und die Vorstellung eines Gottes negativ zu betrachten. Feuerbach kommt zu der Forderung, Theologie müsse Anthropologie und Physiologie werden. Der Mensch müsse für den Menschen das höchste Wesen werden. Der Mensch soll vom Gottesfreund zum Menschenfreund werden. Gleichzeitig soll der Mensch seinem Entwicklungsmöglichkeiten und sich seiner selbst bewusst werden ohne den Umweg über Gott.
Feuerbach selbst hat den Begriff der Projektion in seinen religionskritischen Schriften (Wesen des Christentums, Wesen der Religion) nicht gebraucht.
Zweihundert Jahre vor Feuerbach hat bereits der polnische Philosoph Kazimierz Łyszczyński die Projektionstheorie vertreten.

## Paul Tillich
Der deutsche Theologe Paul Tillich (1886–1965) hat sich oft mit dem Projektionsvorwurf Karl Marx’ und Sigmund Freuds beschäftigt, so z. B. in einer Besprechung des Buches über Psychoanalyse und Religion von Erich Fromm. Nach Tillich werden dabei zwei Dinge miteinander verwechselt: »Das, was projiziert wird, und das, worauf es projiziert wird, also das ›Bild‹ und die ›Projektionswand‹. Es kann kein Zweifel darüber bestehen, dass, bildlich gesprochen, der Stoff, aus dem die Götter gebildet wurden, menschlichen Erfahrungen entstammt. Gute und böse Erfahrungen der Kindheit (Gott – der ›Vater‹) und des späteren Lebens waren dabei am Werke.« Die Bilder, die diese Menschen von Gott haben, mögen wohl den Stempel ihrer Erlebnisse, Wünsche, Ängste und Hoffnungen tragen. Aber die Projektionswand, die die Menschen benötigen, um die Bilder sichtbar werden zu lassen, sei etwas anderes: »Das bedeutet keineswegs, dass die ›Projektionswand‹, dass also Gott, der letzte Grund alles Seins und Sinns, Grund und Ziel unserer Existenz, selbst eine Projektion ist.«
Warum also entsteht bei dieser ›Projektion‹ das Bild Gottes, das Bild eines Unendlichen, Göttlichen, Unbedingten, Absoluten und nicht nur wieder ein Doppelbild von uns selbst? Wir leben in einer Welt, die uns nur mit endlichen, bedingten Erscheinungen zu tun gibt, und doch finden wir in uns »ein Bewusstsein von etwas Absolutem«, gibt es für jeden von uns etwas, »was uns unbedingt angeht« und dem unser letztes Interesse gilt. Das nimmt der Glaube als Zeichen Gottes: »Wir sollen Gott über alle Dinge fürchten, lieben und vertrauen.«

## Zitate
- Homo Homini Deus est (Der Mensch ist dem Menschen ein Gott/ Der Mensch soll für den Menschen zum Gott werden/ Der Mensch ist der menschliche Gott) – Ludwig Feuerbach, „Das Wesen des Christentums“
- Der Fromme spricht (Reim 38)

„Gott liebt uns weil er uns erschuf! –
»Der Mensch schuf Gott!« – sagt darauf ihr Feinen.
Und soll nicht lieben, was er schuf?
Solls gar, weil er es schuf, verneinen?
Das hinkt, das trägt des Teufels Huf.“ – Friedrich Nietzsche, Die fröhliche Wissenschaft